# Evening Standard
Evening Standard (også kendt som London Evening Standard) er en engelsk regional tabloidavis, der udgives i landets hovedstad London og opland. Avisens oplag er på omkring 600.000 (2009). Efter i mange år at have været den eneste regionale betalingsavis i London, overgik den i oktober 2009 til at være gratisavis. Redaktionelt har avisen udover lokale nyheder vægt på finansstof samt indenrigs- og udenrigsstof. Politisk er avisen højreorienteret og har ved flere valg støttet Conservatives.
Avisen udkommer mandag-fredag og distribueres primært ved undergrundsstationerne i det centrale London..
Avisen blev grundlagt som Standard 21. maj 1827. I 1857 blev den til morgenavis, og i 1859 fik avisen en aftenudgave, Evening Standard. Det blev senere den overlevende avis. Avisen blev kendt for sin udenrigsdækning, blandt andet fra den amerikanske borgerkrig (1861-1865). Siden 1950'erne har avisen sponsoreret den årlige prisuddeling Evening Standard Theatre Awards, og siden 1970'erne Evening Standard British Film Awards. Avisen var frem til 2009 ejet af Associated Newspapers Ltd., men ejes i dag mestendels af den russiske forretningsmand og tidligere KGB-agent Alexander Lebedev. 
Redaktør er siden 2012 Sarah Sands.